# Іван Дроппа
Іван Дроппа (словац. Ivan Droppa; 1 лютого 1972, м. Ліптовски Мікулаш, ЧССР) — словацький хокеїст, захисник. 
Вихованець хокейної школи ХК «Кошице». Виступав за ХК «Кошице», «Чикаго Блекгокс», «Індіанаполіс Айс» (ІХЛ), «Кароліна Монаркс» (АХЛ), «Нюрнберг Айс Тайгерс», «Кассель Гаскіс», «Дюссельдофер», «Славія» (Прага), «Літвінов», ХК «Ліптовски Мікулаш», ХК «Жиліна», «Швеннінгер Вайлд-Вінгс», ХК «Віллар-де-Лан», ХК «Долни Кубін».
У складі національної збірної Словаччини провів 69 матчів (4 голи); учасник чемпіонатів світу 1997, 1999, 2000 і 2001, учасник Кубка світу 1996. У складі молодіжної збірної Чехословаччини учасник чемпіонатів світу 1991 і 1992. У складі юніорської збірної Чехословаччини учасник чемпіонату Європи 1990.
Досягнення
- Срібний призер чемпіонату світу (2000)
- Чемпіон Словаччини (2006), срібний призер (1998, 2008).